# Lora scalaris
Lora scalaris är en snäckart. Lora scalaris ingår i släktet Lora och familjen Turridae. Inga underarter finns listade i Catalogue of Life.